# 유방 (고려)
유방(庾方, ?~1038년 7월 24일)은 고려의 관료, 재상이다. 본관은 평산(平山)이며, 고려의 개국공신 유금필(庾黔弼)의 손자이다. 벼슬은 문하시중(門下侍中)에 이르렀다.

## 생애
993년(성종 12) 거란의 소손녕이 침입하여오자 화친사로 감찰사헌 이몽전(李蒙戩)을 보내었는데 돌아와서 아무런 회답이 없자 드디어 안융진(安戎鎭)을 공격하게 되었다. 이 때 중랑장(中郞將) 대도수(大道秀)와 함께 낭장(郞將)으로서 소손녕과 싸워서 이기자 소손녕은 감히 다시 진군하지 못하고 사람을 보내어 항복하기만을 재촉하였다.
1009년(목종 12) 왕의 병환이 위중하므로 친종장군으로서 중랑장 하공진(河拱辰)·탁사정(卓思政) 등과 함께 근전문(近殿門)을 수직(守直)하였다.
1011년(현종 2) 5월 병부상서(兵部尙書) 겸 상장군(上將軍)이 되었고, 10월에는 참지정사 서경유수 겸 서북면행영도병마사(叅知政事 西京留守 兼 西北面行營都兵馬使)로 임명되었다.
1016년 11월 형부상서 참지정사(刑部尙書 叅知政事)로 임명되었다.
1019년 천승현개국남(千乘縣開國男)에 봉하여졌다.
1020년(현종 11) 예부상서(禮部尙書) 양진(梁稹)과 형부시랑(刑部侍郞) 한거화(韓去華)를 거란(契丹)에 보내 왕자를 연경군(延慶君)으로 책봉한 것을 알리려하자 재신(宰臣)으로서 그만두자고 간하였으나 받아들이지 않았다.
1021년 검교태보(檢校太保)를 역임하고, 1022년 문하시랑평장사(門下侍郞平章事)가 되었다.
1023년 서북면행영도통사(西北面行營都統使)를 거쳐 태자태보(太子太保)로 임명되었다.
1027년(현종 18) 문하시랑평장사(門下侍郞平章事) 재직 중 표문(表文)을 올려 사직을 간청하니 문하시중(門下侍中)으로 특진(特進)하였다.
1038년(정종 4) 음력 6월 20일(양력 7월 24일) 시중(侍中) 유방(庾方)이 졸(卒)하였다.

## 가계
- 조부 : 유금필(庾黔弼, ? ~941)
- 조모 : 미상
- 아버지 : 평산 유씨(平山 庾氏)
- 어머니 : 미상
  - 무신 : 유방(庾方, ? ~1038)
  - 부인 : 부인 왕씨(夫人 王氏)
    - 아들 : 유달(庾達)
- 장인 : 효목태자 왕의(孝穆太子 王義)
- 장모 : 미상

## 유방이 등장한 작품
- 《천추태후》(KBS, 2009년) 배우:이원발
- 《고려 거란 전쟁》(KBS, 2023년~2024년) 배우:정호빈